# サン＝ピエール＝コラミーヌ
サン＝ピエール＝コラミーヌ （Saint-Pierre-Colamine）は、フランス、オーヴェルニュ＝ローヌ＝アルプ地域圏、ピュイ＝ド＝ドーム県のコミューン。

## 歴史
フランス革命後の1792年から1795年まで続いた国民公会時代、コミューンはコラミーヌ・ラ・モンターニュ（Colamine-la-Montagne）と呼ばれていた。

## 人口統計
| 1962年 | 1968年 | 1975年 | 1982年 | 1990年 | 1999年 | 2006年 | 2012年 |
| ------ | ------ | ------ | ------ | ------ | ------ | ------ | ------ |
| 242    | 234    | 210    | 230    | 233    | 224    | 232    | 238    |

source=1999年までLdh/EHESS/Cassini、2004年以降INSEE

## 史跡

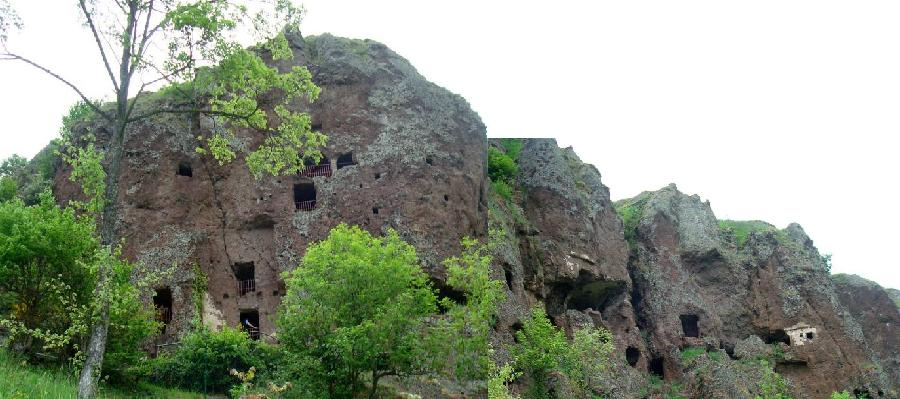
ジョナ洞窟

- ジョナ洞窟 - 洞窟住居。もともとはジョナ火山の噴火から生じた、長い亀裂に沿って整列するいくつかの錐体からなる。洞窟は全て人の手で掘り出されている。最初に洞窟を掘ったのは紀元前400年頃のケルト人たちであった。洞窟の掘り出しは中世から13世紀まで続いた。崖は全長500mで、高さは100m。東側に支配階級が、北側に村民と家畜が住んだ。